# Fjällig svavellav
Fjällig svavellav (Fulgensia bracteata) är en lavart som först beskrevs av Franz Georg Hoffmann, och fick sitt nu gällande namn av Räsänen. Fjällig svavellav ingår i släktet Fulgensia och familjen Teloschistaceae.  Arten är reproducerande i Sverige. Inga underarter finns listade i Catalogue of Life.